# Lewon Ter-Petrosjan

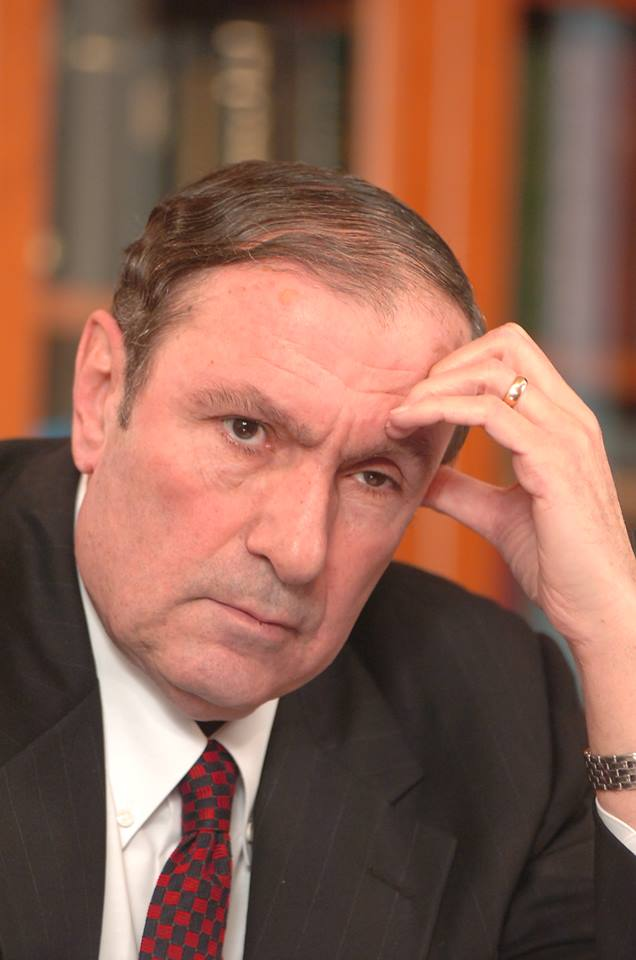
Lewon Ter-Petrosjan (2014)

Lewon Hakobi Ter-Petrosjan (armenisch Լևոն Հակոբի Տեր-Պետրոսյան, der englischen Transkription nach auch Levon Ter-Petrosyan geschrieben; * 9. Januar 1945 in Aleppo, Syrische Republik) ist ein armenischer Politiker (Armenischer Nationalkongress) und war von 1991 bis zu seinem Rücktritt im Februar 1998 der erste Präsident von Armenien.

## Werdegang
Lewon Ter-Petrosjan wurde 1945 als Sohn armenischer Eltern im syrischen Aleppo geboren und wuchs in Armenien auf, nachdem seine Familie 1946 repatriiert wurde. 1963 beendete er die Mittelschule und schloss 1968 sein Studium der Orientalistik (Schwerpunkt armenisch-assyrische Philologie) an der Staatlichen Universität Jerewan ab. 1972 wurde er Magister an der Universität in Leningrad, wo er 1987 promovierte. Von 1972 bis 1978 arbeitete Lewon Ter-Petrosjan als Forscher am armenischen Literaturinstitut Matenadaran und war dort zwischen 1978 und 1985 Wissenschaftssekretär, seit 1985 leitender Wissenschaftler.
Er ist Autor von mehr als siebzig wissenschaftlichen Arbeiten auf Armenisch, Französisch und Russisch. Darüber hinaus ist er Mitglied des Armenischen Schriftstellerverbandes, der „Französisch-Asiatischen Gesellschaft“, der Mechitaristischen Akademie in Venedig und Honorardoktor in der Universität von La Verne.
Seine politische Karriere begann in den 1960er Jahren. Im Februar 1988 führte er das Komitee Karabach in der Matenadaran an. Im Mai 1988 beteiligte er sich am armenischen Komitee der Karabachbewegung. In der Folge wurde er verhaftet und stand vom 10. Dezember 1988 bis 31. Mai 1989 mit anderen Mitgliedern des Komitees unter Hausarrest.
Im Jahre 1989 wurde Ter-Petrosjan zum Anführer der Armenischen Allnationalen Bewegung gewählt, anschließend wurde er zum Vorstandschef dieser Organisation ernannt. Am 27. August 1989 wurde er Abgeordneter des Obersten Sowjets der Armenischen Sowjetrepublik, dessen Vorsitzender er am 4. August 1990 wurde.
Am 16. Oktober 1991 wurde er als Kandidat der „Armenischen Allnationalen Bewegung“ zum ersten Präsidenten der armenischen Republik gewählt, und am 22. September 1996 wurde er wiedergewählt. Seine Popularität sank im Laufe seiner Regierung, weil er armenischen Strom an Georgien verkaufte, um den Krieg gegen Aserbaidschan zu finanzieren – als Folge hatte Armenien nur für vier Stunden am Tag Stromversorgung. Das Verbot der Oppositionspartei Armenische Revolutionäre Föderation (Dashnaktsutiune/ARF) und die Inhaftierung ihrer Führer sowie das Einstellen der größten Zeitung des Landes trugen zu weiteren Popularitätsverlusten bei.
Im Februar 1998 wurde er zum Rücktritt gezwungen, weil er im Krieg um die Region Bergkarabach zusätzliche Zugeständnisse an Aserbaidschan zur Lösung des Konflikts machte. Lewon Ter-Petrosjans Minister, angeführt von Premierminister und späterem Nachfolger im Präsidentenamt Robert Kotscharjan, lehnten einen Friedensplan ab, den internationale Vermittler im September 1997 vorgeschlagen hatten und den Lewon Ter-Petrosjan und Aserbaidschan befürworteten. Der Plan sah vor, den Konflikt „etappenweise“ zu lösen, und hätte die Frage des Status der Region, den Hauptkonfliktpunkt, verschoben. Außerdem sollten armenische Truppen von aserbaidschanischem Territorium abgezogen werden und die Blockade Armeniens durch die Türkei und Aserbaidschan aufgehoben werden.
Seit seinem Rücktritt im Februar 1998 hatte sich Ter-Petrosjan ins Privatleben zurückgezogen. Er hat sich seinem alten Beruf des Historikers wieder zugewandt und ein Buch über die Geschichte Armeniens im Mittelalter veröffentlicht, zu einem Thema also, das keine tagespolitische Brisanz hat.

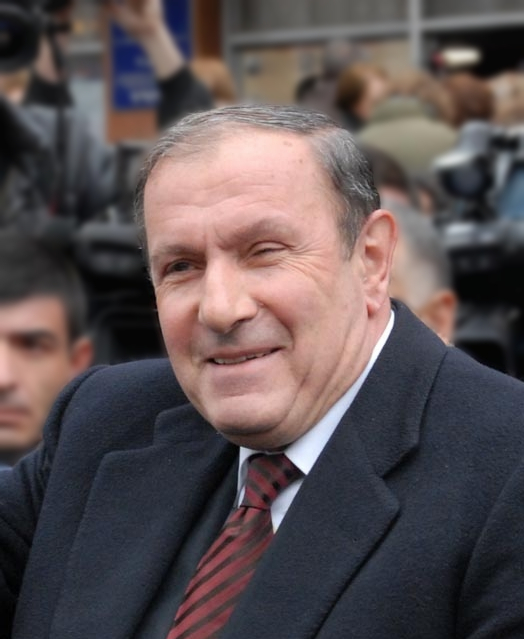
Lewon Ter-Petrosjan (2008)

Überraschend nahm Lewon Ter-Petrosjan als Kandidat an den armenischen Präsidentschaftswahlen im Februar 2008 teil. Zur Wahl unterstützten ihn mehrere Oppositionsparteien wie die sozialistische Volkspartei von Armenien unter Stepan Demirtschian, die ebenfalls sozialistische Armenische Republikanische Partei, die Sozialdemokraten, die Partei „Neue Zeit“, die Vereinigung Azadakrum und die nationalliberale Partei Erbe, welche auch eine Parlamentsfraktion hatte. Die Wahl entschied bereits im ersten Wahlgang der bisherige Ministerpräsident Sersch Sargsjan für sich. Ter-Petrosjan erhielt 21,5 % der Stimmen und warf der Staatsführung vor, die Wahlen gefälscht zu haben. Er rief zu Demonstrationen für eine Annullierung der Wahl auf. Am 1. März 2008 wurde eine solche Massendemonstration mit Polizeigewalt aufgelöst. Die Staatsmacht begründete dies mit angeblichen Putschplänen der Opposition. Ter-Petrosjan wurde von Sicherheitskräften gegen seinen Willen in sein Wohnhaus gebracht und dort festgesetzt. Inzwischen ist er Vorsitzender der Oppositionspartei Armenischer Nationalkongress.
Bei der Parlamentswahl in Armenien 2012 bekam seine Partei sieben Prozent der Stimmen und wurde zur drittstärksten Fraktion hinter der regierenden Republikanischen Partei (44 Prozent) und der vom Unternehmer Gagik Zarukjan geführten politischen Kraft „Blühendes Armenien“ (30 Prozent). Auf sein Mandat verzichtete Ter-Petrosjan jedoch zu Gunsten des ehemaligen Premierministers Armeniens Hrant Bagratjan, da „es für einen ehemaligen Präsidenten nicht angemessen wäre, im Parlament zu arbeiten.“